# Karl Ferrari
Karl Ferrari (Salorno, 31 maggio 1934) è un politico italiano.

## Biografia
Avvocato, impegnato in politica con la Südtiroler Volkspartei. Viene eletto al Senato nel 1992, confermando il proprio seggio anche dopo le elezioni del 1994. Termina il proprio mandato parlamentare nel 1996. 
È stato anche presidente dell'IPES (Istituto per l’edilizia sociale) dell'Alto Adige.